# Pod Kopište
Koordinati:   42°45′50″N, 16°43′28″E
Pod Kopište je majhen nenaseljen otoček v Jadranskem morju. Pripada Hrvaški.
Otoček leži okoli 0,4 km severno od rta Rožanj na otoku Kopište. Površina otočka meri 0,036 km². Dolžina obalnega pasu je 0,81 km. Najvišji vrh je visok 30 mnm.